# Vigna hookeri
Vigna hookeri är en ärtväxtart som beskrevs av Bernard Verdcourt. Vigna hookeri ingår i släktet vignabönor, och familjen ärtväxter. Inga underarter finns listade i Catalogue of Life.